# Лейк-Плесід
Лейк-Плесід (англ. Lake Placid) — селище (англ. village) в США, в окрузі Ессекс штату Нью-Йорк. Населення — 2205 осіб (2020). Місце проведення двох зимових Олімпіад: 1932 та 1980 років.

## Географія
Лейк-Плесід розташований за координатами 44°17′3″ пн. ш. 73°59′11″ зх. д. / 44.28417° пн. ш. 73.98639° зх. д. (44.284230, -73.986439). За даними Бюро перепису населення США в 2010 році селище мало площу 3,98 км², з яких 3,55 км² — суходіл та 0,43 км² — водойми.

### Клімат
Місто знаходиться у зоні, котра характеризується вологим континентальним кліматом з теплим літом. Найтепліший місяць — липень із середньою температурою 17.9 °C (64.3 °F). Найхолодніший місяць — січень, із середньою температурою -9.5 °С (14.9 °F).
| Клімат Лейк-Плесіда     | Клімат Лейк-Плесіда | Клімат Лейк-Плесіда | Клімат Лейк-Плесіда | Клімат Лейк-Плесіда | Клімат Лейк-Плесіда | Клімат Лейк-Плесіда | Клімат Лейк-Плесіда | Клімат Лейк-Плесіда | Клімат Лейк-Плесіда | Клімат Лейк-Плесіда | Клімат Лейк-Плесіда | Клімат Лейк-Плесіда | Клімат Лейк-Плесіда |
| Показник                | Січ.                | Лют.                | Бер.                | Квіт.               | Трав.               | Черв.               | Лип.                | Серп.               | Вер.                | Жовт.               | Лист.               | Груд.               | Рік                 |
| Абсолютний максимум, °C | 16,7                | 18,3                | 25,6                | 30,6                | 32,8                | 34,4                | 36,1                | 34,4                | 34,4                | 30,6                | 26,1                | 17,2                | 36,1                |
| Середній максимум, °C   | −3,5                | −2,3                | 3,1                 | 10,1                | 17,4                | 22,4                | 24,7                | 23,5                | 19,5                | 13,2                | 5,3                 | −1,6                | 10,9                |
| Середня температура, °C | −9,5                | −8,7                | −3,3                | 3,8                 | 10,5                | 15,6                | 17,9                | 16,8                | 12,9                | 7,1                 | 0,4                 | −6,8                | 4,7                 |
| Середній мінімум, °C    | −15,4               | −15,1               | −9,6                | −2,5                | 3,6                 | 8,8                 | 11,3                | 10,2                | 6,3                 | 0,9                 | −4,6                | −12,1               | −1,5                |
| Абсолютний мінімум, °C  | −38,3               | −38,3               | −34,4               | −23,3               | −8,3                | −5,6                | −0,6                | −2,8                | −7,8                | −15                 | −23,9               | −39,4               | −39,4               |
| Норма опадів, мм        | 71                  | 64                  | 75                  | 72                  | 81                  | 97                  | 103                 | 98                  | 91                  | 85                  | 82                  | 78                  | 997                 |
| Днів з опадами          | 15                  | 13                  | 13                  | 13                  | 14                  | 13                  | 12                  | 12                  | 12                  | 13                  | 14                  | 16                  | 160                 |
| Днів з дощем            | 15,7                | 13,5                | 13,5                | 13,3                | 14,1                | 12,9                | 11,8                | 13                  | 12,2                | 12,7                | 15,1                | 16,6                | 172                 |
| Днів зі снігом          | 13                  | 9,4                 | 7,7                 | 3,3                 | 0,3                 | 0                   | 0                   | 0                   | 0                   | 1,7                 | 6,2                 | 12                  | 53,6                |
| ----------------------- | ------------------- | ------------------- | ------------------- | ------------------- | ------------------- | ------------------- | ------------------- | ------------------- | ------------------- | ------------------- | ------------------- | ------------------- | ------------------- |
| Джерело: Weatherbase    |                     |                     |                     |                     |                     |                     |                     |                     |                     |                     |                     |                     |                     |

## Демографія

### Перепис 2010
Згідно з переписом 2010 року, у селищі мешкала 2521 особа в 1281 домогосподарстві у складі 552 родин. Густота населення становила 633 особи/км². Було 1872 помешкання (470/км²).
Расовий склад населення:
| - 95,8 % — білих - 1,8 % — азіатів - 0,9 % — чорних або афроамериканців - 0,3 % — корінних американців - 0,1 % — вихідців з тихоокеанських островів |

До двох чи більше рас належало 0,8 %. Частка іспаномовних становила 1,3 % від усіх жителів.
За віковим діапазоном населення розподілялося таким чином: 18,4 % — особи молодші 18 років, 65,1 % — особи у віці 18—64 років, 16,5 % — особи у віці 65 років та старші. Медіана віку мешканця становила 41,5 року. На 100 осіб жіночої статі у селищі припадало 99,6 чоловіків; на 100 жінок у віці від 18 років та старших — 98,5 чоловіків також старших 18 років.
Середній дохід на одне домашнє господарство становив 62 395 доларів США (медіана — 50 766), а середній дохід на одну сім'ю — 87 308 доларів (медіана — 65 737). Медіана доходів становила 46 771 долар для чоловіків та 33 833 долари для жінок. За межею бідності перебувало 9,8 % осіб, у тому числі 7,4 % дітей у віці до 18 років та 5,7 % осіб у віці 65 років та старших.
Цивільне працевлаштоване населення становило 1460 осіб. Основні галузі зайнятості: освіта, охорона здоров'я та соціальна допомога — 24,3 %, мистецтво, розваги та відпочинок — 22,7 %, роздрібна торгівля — 13,9 %, фінанси, страхування та нерухомість — 7,7 %.

### Перепис 2000
За даними перепису 2000 року,
на території муніципалітету мешкало 2638 людей, було 1303 господ та 604 сімей.
Густота населення становила 494,2 осіб/км². Було 1765 житлових будинків.
З 1303 господ у 22,3 % проживали діти до 18 років, подружніх пар, що мешкали разом, було 34,1 %,
садиб, у яких господиня не мала чоловіка — 8,4 %, садиб без сім'ї — 53,6 %.
Кількість людей у середньому на садибу становила 2,02,, а в середньому на родину 2,93.
Середній річний дохід на садибу становив 28 239 доларів США, а на родину — 43 042 доларів США.
Чоловіки мали дохід 26 585 доларів, жінки — 21 750 доларів.
Дохід на душу населення був 18 507 доларів.
Приблизно 8,5 % родин та 13,2 % населення жили за межею бідності.
Серед них осіб до 18 років було 13,3 %, і понад 65 років — 17,8 %.
Середній вік населення становив 37 років.